# Minamoto no Yoshitomo
Minamoto no Yoshitomo (源 義朝?   1123 – 11 de febrero de 1160) fue el líder del clan Minamoto durante finales del período Heian de la historia de Japón. Padre de Minamoto no Yoritomo, Minamoto no Yoshitsune y Minamoto no Noriyori. Su hijo Minamoto no Yoritomo se convirtió en shōgun y fundó el shogunato Kamakura, el primero en la historia del país.

## Rebelión Hōgen
Cuando estalló la Rebelión Hōgen en 1156, los miembros de los clanes samurái Minamoto y Taira se vieron involucrados en el conflicto. Yoshitomo se alió con Taira no Kiyomori en el bando del Emperador Go-Shirakawa y Fujiwara no Tadamichi, mientras que su padre Minamoto no Tameyoshi, jefe del clan, su hijo menor Minamoto no Tametomo y Taira no Tadamasa se unieron al bando del retirado Emperador Sutoku y Fujiwara no Yorinaga. 
Yoshitomo, al derrotar a su padre y las fuerzas de Sutoku y Yorinaga, se convirtió en el líder del clan y se estableció como la máxima autoridad política en Kioto pero aun después de desesperados intentos para que su padre fuera perdonado, éste fue ejecutado. El resultado fue que se estableció una tremenda rivalidad política entre ambos clanes.

## Rebelión Heiji
Tres años después, en 1159, Yoshitomo y Fujiwara no Nobuyori pusieron en arresto domiciliario a Go-Shirakawa y asesinaron a su sirviente Fujiwara no Michinori en lo que se conoce como la Rebelión Heiji. Yoshitomo estaba molesto debido a que los Taira se habían convertido en los favoritos de la corte después de la Rebelión Hōgen a pesar del sacrificio de los Minamoto. Eventualmente, Taira no Kiyomori en apoyo de Go-Shirakawa venció a Yoshitomo y mató a sus dos hijos mayores y a Nobuyori, liberando a Go-Shirakawa. 
Mientras escapaba de Kioto, Yoshitomo fue traicionado y asesinado. Sus hijos restantes, Minamoto no Yoritomo junto con Minamoto no Yoshitsune y Minamoto no Noriyori fueron perdonados y exiliados.
La leyenda cuenta que Yoshitomo fue asesinado desarmado mientras tomaba un baño en un onsen, por lo que en tumba en la Prefectura de Aichi está rodeada en todas direcciones por espadas de madera, ya que se encuentra difundida la idea de que sus últimas palabras fueron: "Si tan sólo tuviera un bokuto...".